# Hannskarl Bandel

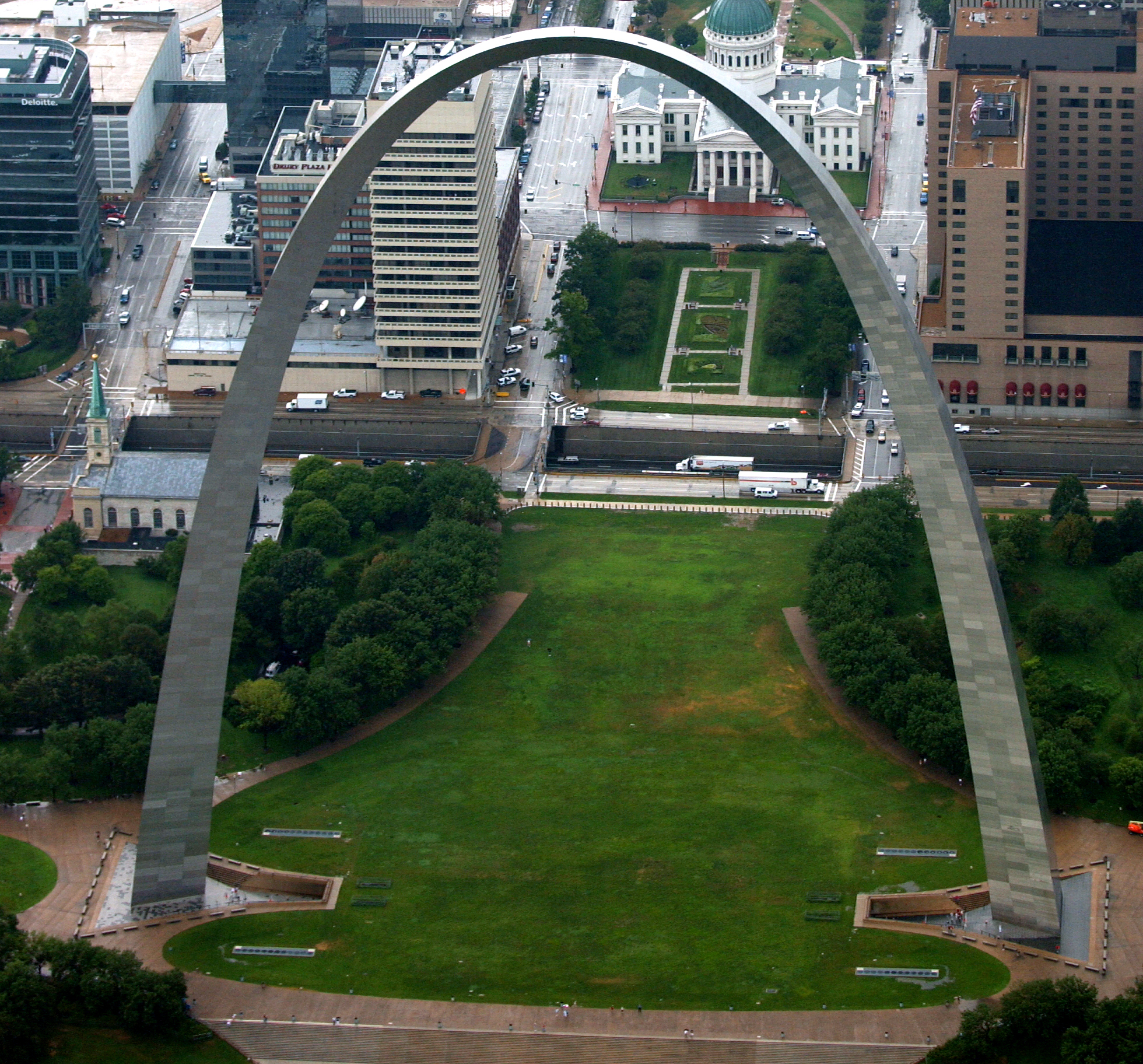
Vue aérienne de la Gateway Arch de Saint-Louis (2006).

Hannskarl Bandel, né le 3 mai 1925 à Dessau dans l'État libre d'Anhalt et mort le 29 décembre 1993 à Aspen, est un ingénieur structurel germano-américain.
Diplômé de l'université technique de Berlin, il émigre aux États-Unis après la Seconde Guerre mondiale. Il était membre de l'Académie nationale d'ingénierie des États-Unis.

## Travaux notables
Notamment avec Fred Severud (en) auquel il est associé, il a contribué à différents projets architecturaux importants du milieu du XXe siècle tels que :
- Marina City à Chicago ;
- l'hôtel de ville de Toronto ;
- le siège de la Fondation Ford à New York ;
- le système de câble suspension pour le toit du Madison Square Garden à New York ;
- le John F. Kennedy Center for the Performing Arts à Washington ;
- la Crystal Cathedral de Philip Johnson à Garden Grove ;
- le Sunshine Skyway Bridge à St. Petersburg ;
- la Gateway Arch de Saint-Louis.